# Provincia de Calca
La provincia de Calca es una de las trece que conforman el departamento del Cuzco en el Perú. Limita por el norte con la provincia de La Convención, por el este con la provincia de Paucartambo, por el sur con la provincia de Quispicanchi y la provincia del Cuzco, y por el oeste con la provincia de Urubamba.

## Historia
Hasta el momento no se han encontrado datos fidedignos de la fundación española de Calca; existiendo por entonces con el nombre de villa de Zamora. Sin embargo, cabe señalar que, en una serie de escritos y documentos oficiales de la colonia, aparece el nombre de villa de Zamora. Por lo que se presume que este deviene de un ancestro español propio de una ciudad existente en la actualidad, con el nombre también de Zamora, en la provincia de Castilla y León, de la península ibérica. Atribuyéndose probablemente al conquistador don Pedro de Zamora su fundación. La primera regidora mujer de la provincia de Calca fue Leonor Paz de Velazco en el año 1980. El primer alcalde que se tuvo por voto popular en el año de 1965 fue el periodista y corresponsal de Rrp Sr. Luis Beltrán Allende Villafuerte, quien fue elegido a sus veintitrés años de edad, siendo la autoridad más joven de su época. 
Su territorio comprendía el antiguo Corregimiento de Calca y Lares. Algunos corregidores fueron:
- Pedro de Oña
- Juan del Mármol (1706)
- Gabriel de Urtarán Pérez de Ugarte
- Francisco Antonio de Echave y Villela
- Domingo Vicente Guisla y Lorenzo, caballero de la Orden de Calatrava (1731)
- Juan Roque de Ahumada (1738)
- Marco Antonio de la Cámara (1768)
- Pablo de Figueroa y Portocarrero (1772)
- Diego de Olano (1776)
- Pedro Centeno (1780)

La provincia de Calca se crea en virtud del decreto expedido por el Libertador, Simón Bolívar, el 21 de junio de 1825. La capital por entonces era la villa de Zamora. Posteriormente, la misma es elevada a la categoría de ciudad capital, de la provincia del mismo nombre, por ley del Congreso promulgada el 19 de septiembre de 1898, por el presidente de la república, don Nicolás de Piérola.

## División administrativa
La provincia tiene una extensión de 4414,49 km² y se divide en 8 distritos:
- Calca
- Coya
- Lamay
- Lares
- Písac
- San Salvador
- Taray
- Yanatile

## Población
La provincia tiene una población de 62 774 habitantes.

## Capital
La capital de esta provincia es el distrito de Calca.

## Autoridades

### Regionales
- Consejero regional
  - 2023-2026:[1] Ing. Italo Tarco Góngora
  - 2023-2026: Lic. Jorge Epifanio Pacheco Rozas

### Municipales
- 2023-2026[1]
  - Alcalde: Ing. Edward Alberto Dueñas Becerra
  - Regidores:

  1. Prof. Rolando Figueroa Cusiyupanqui
  2. CPC Mery Addael Suma Tupayachi
  3. Lic. Karina Almanza Zúñiga
  4. Bach. Ricardo Navides Palomino
  5. Bach. María de los Ángeles Santos Campana
  6. Tec. Enf. Narciso Gallegos Mamani
  7. SS PNP (r) Abelardo Calvo Franco
  8. Lic. Juana Mamani Pedraza
  9. Prof. Reynaldo Zúñiga Pino